# Eitel Frederik van Pruisen

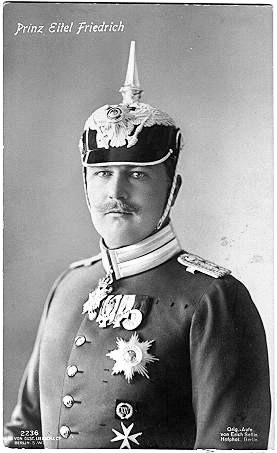
Prins Eitel Frederik

Wilhelm Eitel Frederik Christiaan Karel (Marmerpaleis (Potsdam), 7 juli 1883 - Villa Ingenheim, Potsdam, 8 december 1942), prins van Pruisen, was de tweede zoon van de laatste Duitse keizer Wilhelm II en diens echtgenote Augusta Victoria. Hij had vijf broers en een zus.
De ongebruikelijke voornaam Eitel Friedrich heeft een zeer lange traditie in het Huis Hohenzollern.
Zelf trouwde hij op 27 februari 1906 met Sophie Charlotte van Oldenburg, de oudste dochter van Frederik August van Oldenburg en Elisabeth Anne van Pruisen. Het was geen gelukkige verbintenis. Via alle vier de ouders van het paar waren ze aan elkaar verwant. De moeder van Sophie was een prinses van Pruisen en de moeder van de bruidegom was - evenals de bruid - verwant het Huis Holstein-Gottorp. Het paar kreeg geen kinderen en in 1926 kwam het tot een scheiding.
Bij het begin van de Eerste Wereldoorlog werd Eitel Frederik (in familiekring Eitel Fritz genoemd) aangesteld als commandant van het Eerste Garderegiment te voet. Daarbij viel hij onder zijn manschappen op door zijn dapperheid. Na de oorlog was hij actief in de veteranenbond Stahlhelm en in de Semper talis Bund (een veteranenverbond van voormalige keizerlijke gardisten). Hij sloot zich ook aan bij allerlei monarchistische bewegingen die tijdens de Weimarrepubliek ontstonden. 
Tijdens het nationaalsocialisme wierp hij zich op als een felle tegenstander van Hitler. Dat was de reden dat hem, hoewel hij een gedecoreerde officier was, een militaire begrafenis werd geweigerd. Hij werd bijgezet in de Antieke tempel op het landgoed van Slot Sanssouci.
Eitel Frederik was de 34ste Herrenmeister van de Johanniterorde en Ridder in de orde Pour le Mérite. Voor verdiensten voor het door de Keizerlijke familie gestichte hospitaal in Jeruzalem stichtte hij het Olijfberg-kruis.

## Kwartierstaat
| Wilhelm I van Duitsland (1797-1888) | Wilhelm I van Duitsland (1797-1888) | Wilhelm I van Duitsland (1797-1888) | Wilhelm I van Duitsland (1797-1888) | Wilhelm I van Duitsland (1797-1888)  | Wilhelm I van Duitsland (1797-1888)  | Augusta van Saksen-Weimar-Eisenach (1811-1890) | Augusta van Saksen-Weimar-Eisenach (1811-1890) | Augusta van Saksen-Weimar-Eisenach (1811-1890) | Augusta van Saksen-Weimar-Eisenach (1811-1890) | Augusta van Saksen-Weimar-Eisenach (1811-1890) | Augusta van Saksen-Weimar-Eisenach (1811-1890) |                                        |                                        | Albert van Saksen-Coburg en Gotha (1819-1861) | Albert van Saksen-Coburg en Gotha (1819-1861) | Albert van Saksen-Coburg en Gotha (1819-1861)   | Albert van Saksen-Coburg en Gotha (1819-1861)   | Albert van Saksen-Coburg en Gotha (1819-1861)   | Albert van Saksen-Coburg en Gotha (1819-1861)   | Victoria van het Verenigd Koninkrijk (1819-1901) | Victoria van het Verenigd Koninkrijk (1819-1901) | Victoria van het Verenigd Koninkrijk (1819-1901) | Victoria van het Verenigd Koninkrijk (1819-1901) | Victoria van het Verenigd Koninkrijk (1819-1901) | Victoria van het Verenigd Koninkrijk (1819-1901) |                                        |                                        | Christiaan van Sleeswijk-Holstein-Sonderburg-Augustenburg (1798-1869) | Christiaan van Sleeswijk-Holstein-Sonderburg-Augustenburg (1798-1869) | Christiaan van Sleeswijk-Holstein-Sonderburg-Augustenburg (1798-1869) | Christiaan van Sleeswijk-Holstein-Sonderburg-Augustenburg (1798-1869) | Christiaan van Sleeswijk-Holstein-Sonderburg-Augustenburg (1798-1869) | Christiaan van Sleeswijk-Holstein-Sonderburg-Augustenburg (1798-1869) | Lovisa-Sophie Daneskjold-Samsöe (1796–1867)                         | Lovisa-Sophie Daneskjold-Samsöe (1796–1867)                         | Lovisa-Sophie Daneskjold-Samsöe (1796–1867)                         | Lovisa-Sophie Daneskjold-Samsöe (1796–1867)                         | Lovisa-Sophie Daneskjold-Samsöe (1796–1867)                                 | Lovisa-Sophie Daneskjold-Samsöe (1796–1867)                                 |                                                                             |                                                                             | Ernst Christiaan van Hohenlohe-Langenburg (1794-1860)                       | Ernst Christiaan van Hohenlohe-Langenburg (1794-1860)                       | Ernst Christiaan van Hohenlohe-Langenburg (1794-1860) | Ernst Christiaan van Hohenlohe-Langenburg (1794-1860) | Ernst Christiaan van Hohenlohe-Langenburg (1794-1860) | Ernst Christiaan van Hohenlohe-Langenburg (1794-1860) | Feodora van Leiningen (1807-1872)             | Feodora van Leiningen (1807-1872)             | Feodora van Leiningen (1807-1872)       | Feodora van Leiningen (1807-1872)       | Feodora van Leiningen (1807-1872)       | Feodora van Leiningen (1807-1872)       |  |  |  |  |  |  |  |  |  |  |  |  |  |  |  |  |  |  |  |  |  |  |  |  |  |  |  |  |  |  |  |  |  |  |  |  |  |  |  |  |  |  |  |  |  |  |  |  |
| Wilhelm I van Duitsland (1797-1888) | Wilhelm I van Duitsland (1797-1888) | Wilhelm I van Duitsland (1797-1888) | Wilhelm I van Duitsland (1797-1888) | Wilhelm I van Duitsland (1797-1888)  | Wilhelm I van Duitsland (1797-1888)  | Augusta van Saksen-Weimar-Eisenach (1811-1890) | Augusta van Saksen-Weimar-Eisenach (1811-1890) | Augusta van Saksen-Weimar-Eisenach (1811-1890) | Augusta van Saksen-Weimar-Eisenach (1811-1890) | Augusta van Saksen-Weimar-Eisenach (1811-1890) | Augusta van Saksen-Weimar-Eisenach (1811-1890) |                                        |                                        | Albert van Saksen-Coburg en Gotha (1819-1861) | Albert van Saksen-Coburg en Gotha (1819-1861) | Albert van Saksen-Coburg en Gotha (1819-1861)   | Albert van Saksen-Coburg en Gotha (1819-1861)   | Albert van Saksen-Coburg en Gotha (1819-1861)   | Albert van Saksen-Coburg en Gotha (1819-1861)   | Victoria van het Verenigd Koninkrijk (1819-1901) | Victoria van het Verenigd Koninkrijk (1819-1901) | Victoria van het Verenigd Koninkrijk (1819-1901) | Victoria van het Verenigd Koninkrijk (1819-1901) | Victoria van het Verenigd Koninkrijk (1819-1901) | Victoria van het Verenigd Koninkrijk (1819-1901) |                                        |                                        | Christiaan van Sleeswijk-Holstein-Sonderburg-Augustenburg (1798-1869) | Christiaan van Sleeswijk-Holstein-Sonderburg-Augustenburg (1798-1869) | Christiaan van Sleeswijk-Holstein-Sonderburg-Augustenburg (1798-1869) | Christiaan van Sleeswijk-Holstein-Sonderburg-Augustenburg (1798-1869) | Christiaan van Sleeswijk-Holstein-Sonderburg-Augustenburg (1798-1869) | Christiaan van Sleeswijk-Holstein-Sonderburg-Augustenburg (1798-1869) | Lovisa-Sophie Daneskjold-Samsöe (1796–1867)                         | Lovisa-Sophie Daneskjold-Samsöe (1796–1867)                         | Lovisa-Sophie Daneskjold-Samsöe (1796–1867)                         | Lovisa-Sophie Daneskjold-Samsöe (1796–1867)                         | Lovisa-Sophie Daneskjold-Samsöe (1796–1867)                                 | Lovisa-Sophie Daneskjold-Samsöe (1796–1867)                                 |                                                                             |                                                                             | Ernst Christiaan van Hohenlohe-Langenburg (1794-1860)                       | Ernst Christiaan van Hohenlohe-Langenburg (1794-1860)                       | Ernst Christiaan van Hohenlohe-Langenburg (1794-1860) | Ernst Christiaan van Hohenlohe-Langenburg (1794-1860) | Ernst Christiaan van Hohenlohe-Langenburg (1794-1860) | Ernst Christiaan van Hohenlohe-Langenburg (1794-1860) | Feodora van Leiningen (1807-1872)             | Feodora van Leiningen (1807-1872)             | Feodora van Leiningen (1807-1872)       | Feodora van Leiningen (1807-1872)       | Feodora van Leiningen (1807-1872)       | Feodora van Leiningen (1807-1872)       |  |  |  |  |  |  |  |  |  |  |  |  |  |  |  |  |  |  |  |  |  |  |  |  |  |  |  |  |  |  |  |  |  |  |  |  |  |  |  |  |  |  |  |  |  |  |  |  |
|                                     |                                     |                                     |                                     |                                      |                                      |                                                |                                                |                                                |                                                |                                                |                                                |                                        |                                        |                                               |                                               |                                                 |                                                 |                                                 |                                                 |                                                  |                                                  |                                                  |                                                  |                                                  |                                                  |                                        |                                        |                                                                       |                                                                       |                                                                       |                                                                       |                                                                       |                                                                       |                                                                     |                                                                     |                                                                     |                                                                     |                                                                             |                                                                             |                                                                             |                                                                             |                                                                             |                                                                             |                                                       |                                                       |                                                       |                                                       |                                               |                                               |                                         |                                         |                                         |                                         |  |  |  |  |  |  |  |  |  |  |  |  |  |  |  |  |  |  |  |  |  |  |  |  |  |  |  |  |  |  |  |  |  |  |  |  |  |  |  |  |  |  |  |  |  |  |  |  |
|                                     |                                     |                                     |                                     | Frederik III van Pruisen (1831-1888) | Frederik III van Pruisen (1831-1888) | Frederik III van Pruisen (1831-1888)           | Frederik III van Pruisen (1831-1888)           | Frederik III van Pruisen (1831-1888)           | Frederik III van Pruisen (1831-1888)           |                                                |                                                |                                        |                                        |                                               |                                               | Victoria van Saksen-Coburg en Gotha (1840-1901) | Victoria van Saksen-Coburg en Gotha (1840-1901) | Victoria van Saksen-Coburg en Gotha (1840-1901) | Victoria van Saksen-Coburg en Gotha (1840-1901) | Victoria van Saksen-Coburg en Gotha (1840-1901)  | Victoria van Saksen-Coburg en Gotha (1840-1901)  |                                                  |                                                  |                                                  |                                                  |                                        |                                        |                                                                       |                                                                       |                                                                       |                                                                       | Frederik van Sleeswijk-Holstein-Sonderburg-Augustenburg (1828-1880)   | Frederik van Sleeswijk-Holstein-Sonderburg-Augustenburg (1828-1880)   | Frederik van Sleeswijk-Holstein-Sonderburg-Augustenburg (1828-1880) | Frederik van Sleeswijk-Holstein-Sonderburg-Augustenburg (1828-1880) | Frederik van Sleeswijk-Holstein-Sonderburg-Augustenburg (1828-1880) | Frederik van Sleeswijk-Holstein-Sonderburg-Augustenburg (1828-1880) |                                                                             |                                                                             |                                                                             |                                                                             |                                                                             |                                                                             | Adelheid van Hohenlohe-Langenburg (1835-1900)         | Adelheid van Hohenlohe-Langenburg (1835-1900)         | Adelheid van Hohenlohe-Langenburg (1835-1900)         | Adelheid van Hohenlohe-Langenburg (1835-1900)         | Adelheid van Hohenlohe-Langenburg (1835-1900) | Adelheid van Hohenlohe-Langenburg (1835-1900) |                                         |                                         |                                         |                                         |  |  |  |  |  |  |  |  |  |  |  |  |  |  |  |  |  |  |  |  |  |  |  |  |  |  |  |  |  |  |  |  |  |  |  |  |  |  |  |  |  |  |  |  |  |  |  |  |
|                                     |                                     |                                     |                                     | Frederik III van Pruisen (1831-1888) | Frederik III van Pruisen (1831-1888) | Frederik III van Pruisen (1831-1888)           | Frederik III van Pruisen (1831-1888)           | Frederik III van Pruisen (1831-1888)           | Frederik III van Pruisen (1831-1888)           |                                                |                                                |                                        |                                        |                                               |                                               | Victoria van Saksen-Coburg en Gotha (1840-1901) | Victoria van Saksen-Coburg en Gotha (1840-1901) | Victoria van Saksen-Coburg en Gotha (1840-1901) | Victoria van Saksen-Coburg en Gotha (1840-1901) | Victoria van Saksen-Coburg en Gotha (1840-1901)  | Victoria van Saksen-Coburg en Gotha (1840-1901)  |                                                  |                                                  |                                                  |                                                  |                                        |                                        |                                                                       |                                                                       |                                                                       |                                                                       | Frederik van Sleeswijk-Holstein-Sonderburg-Augustenburg (1828-1880)   | Frederik van Sleeswijk-Holstein-Sonderburg-Augustenburg (1828-1880)   | Frederik van Sleeswijk-Holstein-Sonderburg-Augustenburg (1828-1880) | Frederik van Sleeswijk-Holstein-Sonderburg-Augustenburg (1828-1880) | Frederik van Sleeswijk-Holstein-Sonderburg-Augustenburg (1828-1880) | Frederik van Sleeswijk-Holstein-Sonderburg-Augustenburg (1828-1880) |                                                                             |                                                                             |                                                                             |                                                                             |                                                                             |                                                                             | Adelheid van Hohenlohe-Langenburg (1835-1900)         | Adelheid van Hohenlohe-Langenburg (1835-1900)         | Adelheid van Hohenlohe-Langenburg (1835-1900)         | Adelheid van Hohenlohe-Langenburg (1835-1900)         | Adelheid van Hohenlohe-Langenburg (1835-1900) | Adelheid van Hohenlohe-Langenburg (1835-1900) |                                         |                                         |                                         |                                         |  |  |  |  |  |  |  |  |  |  |  |  |  |  |  |  |  |  |  |  |  |  |  |  |  |  |  |  |  |  |  |  |  |  |  |  |  |  |  |  |  |  |  |  |  |  |  |  |
|                                     |                                     |                                     |                                     |                                      |                                      |                                                |                                                |                                                |                                                | Wilhelm II van Duitsland (1859-1941)           | Wilhelm II van Duitsland (1859-1941)           | Wilhelm II van Duitsland (1859-1941)   | Wilhelm II van Duitsland (1859-1941)   | Wilhelm II van Duitsland (1859-1941)          | Wilhelm II van Duitsland (1859-1941)          |                                                 |                                                 |                                                 |                                                 |                                                  |                                                  |                                                  |                                                  |                                                  |                                                  |                                        |                                        |                                                                       |                                                                       |                                                                       |                                                                       |                                                                       |                                                                       |                                                                     |                                                                     |                                                                     |                                                                     | Augusta Victoria van Sleeswijk-Holstein-Sonderburg-Augustenburg (1858-1921) | Augusta Victoria van Sleeswijk-Holstein-Sonderburg-Augustenburg (1858-1921) | Augusta Victoria van Sleeswijk-Holstein-Sonderburg-Augustenburg (1858-1921) | Augusta Victoria van Sleeswijk-Holstein-Sonderburg-Augustenburg (1858-1921) | Augusta Victoria van Sleeswijk-Holstein-Sonderburg-Augustenburg (1858-1921) | Augusta Victoria van Sleeswijk-Holstein-Sonderburg-Augustenburg (1858-1921) |                                                       |                                                       |                                                       |                                                       |                                               |                                               |                                         |                                         |                                         |                                         |  |  |  |  |  |  |  |  |  |  |  |  |  |  |  |  |  |  |  |  |  |  |  |  |  |  |  |  |  |  |  |  |  |  |  |  |  |  |  |  |  |  |  |  |  |  |  |  |
|                                     |                                     |                                     |                                     |                                      |                                      |                                                |                                                |                                                |                                                | Wilhelm II van Duitsland (1859-1941)           | Wilhelm II van Duitsland (1859-1941)           | Wilhelm II van Duitsland (1859-1941)   | Wilhelm II van Duitsland (1859-1941)   | Wilhelm II van Duitsland (1859-1941)          | Wilhelm II van Duitsland (1859-1941)          |                                                 |                                                 |                                                 |                                                 |                                                  |                                                  |                                                  |                                                  |                                                  |                                                  |                                        |                                        |                                                                       |                                                                       |                                                                       |                                                                       |                                                                       |                                                                       |                                                                     |                                                                     |                                                                     |                                                                     | Augusta Victoria van Sleeswijk-Holstein-Sonderburg-Augustenburg (1858-1921) | Augusta Victoria van Sleeswijk-Holstein-Sonderburg-Augustenburg (1858-1921) | Augusta Victoria van Sleeswijk-Holstein-Sonderburg-Augustenburg (1858-1921) | Augusta Victoria van Sleeswijk-Holstein-Sonderburg-Augustenburg (1858-1921) | Augusta Victoria van Sleeswijk-Holstein-Sonderburg-Augustenburg (1858-1921) | Augusta Victoria van Sleeswijk-Holstein-Sonderburg-Augustenburg (1858-1921) |                                                       |                                                       |                                                       |                                                       |                                               |                                               |                                         |                                         |                                         |                                         |  |  |  |  |  |  |  |  |  |  |  |  |  |  |  |  |  |  |  |  |  |  |  |  |  |  |  |  |  |  |  |  |  |  |  |  |  |  |  |  |  |  |  |  |  |  |  |  |
|                                     |                                     |                                     |                                     |                                      |                                      |                                                |                                                |                                                |                                                |                                                |                                                |                                        |                                        |                                               |                                               |                                                 |                                                 |                                                 |                                                 |                                                  |                                                  |                                                  |                                                  |                                                  |                                                  |                                        |                                        |                                                                       |                                                                       |                                                                       |                                                                       |                                                                       |                                                                       |                                                                     |                                                                     |                                                                     |                                                                     |                                                                             |                                                                             |                                                                             |                                                                             |                                                                             |                                                                             |                                                       |                                                       |                                                       |                                                       |                                               |                                               |                                         |                                         |                                         |                                         |  |  |  |  |  |  |  |  |  |  |  |  |  |  |  |  |  |  |  |  |  |  |  |  |  |  |  |  |  |  |  |  |  |  |  |  |  |  |  |  |  |  |  |  |  |  |  |  |
|                                     |                                     |                                     |                                     |                                      |                                      |                                                |                                                |                                                |                                                |                                                |                                                |                                        |                                        |                                               |                                               |                                                 |                                                 |                                                 |                                                 |                                                  |                                                  |                                                  |                                                  |                                                  |                                                  |                                        |                                        |                                                                       |                                                                       |                                                                       |                                                                       |                                                                       |                                                                       |                                                                     |                                                                     |                                                                     |                                                                     |                                                                             |                                                                             |                                                                             |                                                                             |                                                                             |                                                                             |                                                       |                                                       |                                                       |                                                       |                                               |                                               |                                         |                                         |                                         |                                         |  |  |  |  |  |  |  |  |  |  |  |  |  |  |  |  |  |  |  |  |  |  |  |  |  |  |  |  |  |  |  |  |  |  |  |  |  |  |  |  |  |  |  |  |  |  |  |  |
| Wilhelm van Pruisen (1882-1951)     | Wilhelm van Pruisen (1882-1951)     | Wilhelm van Pruisen (1882-1951)     | Wilhelm van Pruisen (1882-1951)     | Wilhelm van Pruisen (1882-1951)      | Wilhelm van Pruisen (1882-1951)      |                                                |                                                | Eitel Frederik van Pruisen (1883-1942)         | Eitel Frederik van Pruisen (1883-1942)         | Eitel Frederik van Pruisen (1883-1942)         | Eitel Frederik van Pruisen (1883-1942)         | Eitel Frederik van Pruisen (1883-1942) | Eitel Frederik van Pruisen (1883-1942) |                                               |                                               | Adalbert van Pruisen (1884-1948)                | Adalbert van Pruisen (1884-1948)                | Adalbert van Pruisen (1884-1948)                | Adalbert van Pruisen (1884-1948)                | Adalbert van Pruisen (1884-1948)                 | Adalbert van Pruisen (1884-1948)                 |                                                  |                                                  | August Wilhelm van Pruisen (1887-1949)           | August Wilhelm van Pruisen (1887-1949)           | August Wilhelm van Pruisen (1887-1949) | August Wilhelm van Pruisen (1887-1949) | August Wilhelm van Pruisen (1887-1949)                                | August Wilhelm van Pruisen (1887-1949)                                |                                                                       |                                                                       | Oscar van Pruisen (1888-1958)                                         | Oscar van Pruisen (1888-1958)                                         | Oscar van Pruisen (1888-1958)                                       | Oscar van Pruisen (1888-1958)                                       | Oscar van Pruisen (1888-1958)                                       | Oscar van Pruisen (1888-1958)                                       |                                                                             |                                                                             | Joachim van Pruisen (1890-1920)                                             | Joachim van Pruisen (1890-1920)                                             | Joachim van Pruisen (1890-1920)                                             | Joachim van Pruisen (1890-1920)                                             | Joachim van Pruisen (1890-1920)                       | Joachim van Pruisen (1890-1920)                       |                                                       |                                                       | Victoria Louise van Pruisen (1892-1980)       | Victoria Louise van Pruisen (1892-1980)       | Victoria Louise van Pruisen (1892-1980) | Victoria Louise van Pruisen (1892-1980) | Victoria Louise van Pruisen (1892-1980) | Victoria Louise van Pruisen (1892-1980) |  |  |  |  |  |  |  |  |  |  |  |  |  |  |  |  |  |  |  |  |  |  |  |  |  |  |  |  |  |  |  |  |  |  |  |  |  |  |  |  |  |  |  |  |  |  |  |  |